# Берізки (Бердичівський район)
Берізки (Березки) — селище в Україні, в Швайківській сільській територіальній громаді Бердичівського району Житомирської області. Кількість населення становить 35 осіб (2001).

## Населення
Згідно з переписом УРСР 1989 року чисельність наявного населення селища становила 42 особи, з яких 18 чоловіків та 24 жінки.
За переписом населення України 2001 року в селищі мешкали 34 особи, постійне населення — 35 осіб.

### Мова
Розподіл населення за рідною мовою за даними перепису 2001 року:
| Мова       | Чисельність | Відсоток |
| ---------- | ----------- | -------- |
| українська | 33          | 94,29%   |
| російська  | 2           | 5,71%    |
| Усього     | 35          | 100%     |

## Історія
На 1 жовтня 1941 року — населений пункт Народне господарство Малотатаринівської сільської ради Бердичівського району. Станом на 10 лютого 1952 року — хутір Березівка Малосілківської сільської ради. Офіційно селище взяте на облік із присвоєнням сучасної назви та категорії 27 червня 1969 року.
До 2020 року входило до складу Малосілківської сільської ради Бердичівського району Житомирської області, територію та населені пункти котрої, відповідно до розпорядження Кабінету Міністрів України № 711-р від 12 червня 2020 року «Про визначення адміністративних центрів та затвердження територій територіальних громад Житомирської області», було включено до складу Швайківської сільської територіальної громади Бердичівського району Житомирської області.